# 吉策·利库
吉策·利库（羅馬尼亞語：Ghiță Licu，1945年12月1日—2014年4月8日），罗马尼亚男子手球运动员。他曾代表罗马尼亚国家队参加1972年和1976年夏季奥林匹克运动会手球比赛，获得一枚银牌和一枚铜牌。